# (38632) 2000 KX36
2000 KX36 (asteroide 38632) é um asteroide da cintura principal. Possui uma excentricidade de 0.11666930 e uma inclinação de 24.67966º.
Este asteroide foi descoberto no dia 29 de maio de 2000 por LINEAR em Socorro.